# Border collie
Border collie – jedna z ras psów, należąca do grupy psów pasterskich i zaganiających, zaklasyfikowana do sekcji psów pasterskich (owczarskich). Typ wilkowaty. Podlega próbom pracy.

## Rys historyczny
Współczesny border collie jest potomkiem roboczych collie trzymanych w hrabstwach na pograniczu Anglii i Szkocji. W XIX wieku wyodrębniono tę rasę pod nazwą working sheepdog (pracujący owczarek). W roku 1873 w Walii odbyły się pierwsze brytyjskie zawody w zaganianiu owiec z udziałem tej rasy. Właścicielką kilku jej przedstawicieli była królowa Wielkiej Brytanii Wiktoria.
W 1915 roku nazwę rasy zmieniono na border collie.

## Wygląd

### Sylwetka
Border collie ma mieć proporcjonalną budowę ciała, przy czym wygląd jego wskazuje na grację i doskonałą harmonię w połączeniu z odpowiednią masą ciała. Obecnie kształtują się coraz większe podziały w kwestii wzorca między psami przeznaczonymi do wystaw a użytkowymi. Te drugie charakteryzuje lżejsza budowa ciała, mniej obfita okrywa włosowa oraz wydłużony kształt głowy.
Jest to również kwestią przodków – cięższa budowa charakteryzuje psy hodowane w Nowej Zelandii, lżejsze to typ angielski.

### Szata i umaszczenie
Dopuszczalne są wszystkie odmiany kolorystyczne z zastrzeżeniem braku przewagi bieli (przewaga bieli wyklucza psy z hodowli). Często występują tzw. znaczenia irlandzkie. Oczy brązowe, ciemne lub jasne. Niebieskie oczy dopuszczalne są jedynie u psów z  umaszczeniem merle, podobnie jak heterochromia. U border collie występuje ponad sto odmian kolorystycznych, najczęściej spotykane to:
- black and white – czarno-biały (najpopularniejszy)
- black tricolour – czarno-biały z podpaleniami / trójkolorowy
- blue merle – niebieski marmurkowy
- blue merle   tricolour – niebieski marmurkowy z podpaleniami
- chocolate and white/red – czekoladowy / brązowo-biały
- chocolate tricolour  – czekoladowo-biały z podpaleniami
- chocolate merle – czekoladowy marmurkowy
- chocolate tricolour merle – czekoladowy marmurkowy z podpaleniami
- Red tri - Czerwony trikolor
- blue and white – niebiesko-biały (rozjaśniony black and white – szary)
- blue tricolour – niebiesko-biały z podpaleniami
- ee-red (australian, golden, yellow) and white – rudo-biały
- slate merle – jasnoszary marmurkowy
- slate tricolour merle – jasnoszary marmurkowy z podpaleniami
- lilac and white  – liliowo-biały / rozjaśniony czekoladowy z białym
- lilac tricolour – liliowo-biały z podpaleniami
- lilac merle – liliowy marmurkowy
- lilac tricolour merle – liliowy marmurkowy z podpaleniami
- sable and white – sobolowo-biały
- brindle – występowanie pasków/pręg na sierści
- merle – umaszczenie marmurkowe
- mottled – występowanie kropek/cętek na sierści
- maltese merle -
- maltese merle tricolor -

## Zachowanie i charakter
Uznany przez psychologa Stanleya Corena za najbardziej inteligentną rasę psów. Jego predyspozycje wymagają, aby praca, którą wykonuje, dawała mu radość i pozwalała wykazać się inicjatywą. Uważny i podatny na szkolenie, uwielbia biegać i wykonywać zadania powierzane mu przez przewodnika. Właściciel psa powinien dysponować czasem i być osobą aktywną. Border collie potrzebuje właściciela o spokojnym usposobieniu, który będzie w stanie żyć z nim w harmonii i potrafić się z nim porozumieć, gdyż w przeciwnym razie border łatwo wymknie się spod kontroli. Border collie to pies szczerze oddany swojemu właścicielowi, uległy i zrównoważony. Charakter często determinuje przeznaczenie psa – psy sportowe cechuje większa uległość, niż typowo pasterskie. Jak w każdej rasie, osobniki border collie potrafią różnić się zachowaniem i charakterem, bywają psy bardzo dominujące, uległe, o słabszym i mocniejszym charakterze. Charakter szczeniaków z jednego miotu może się diametralnie różnić.

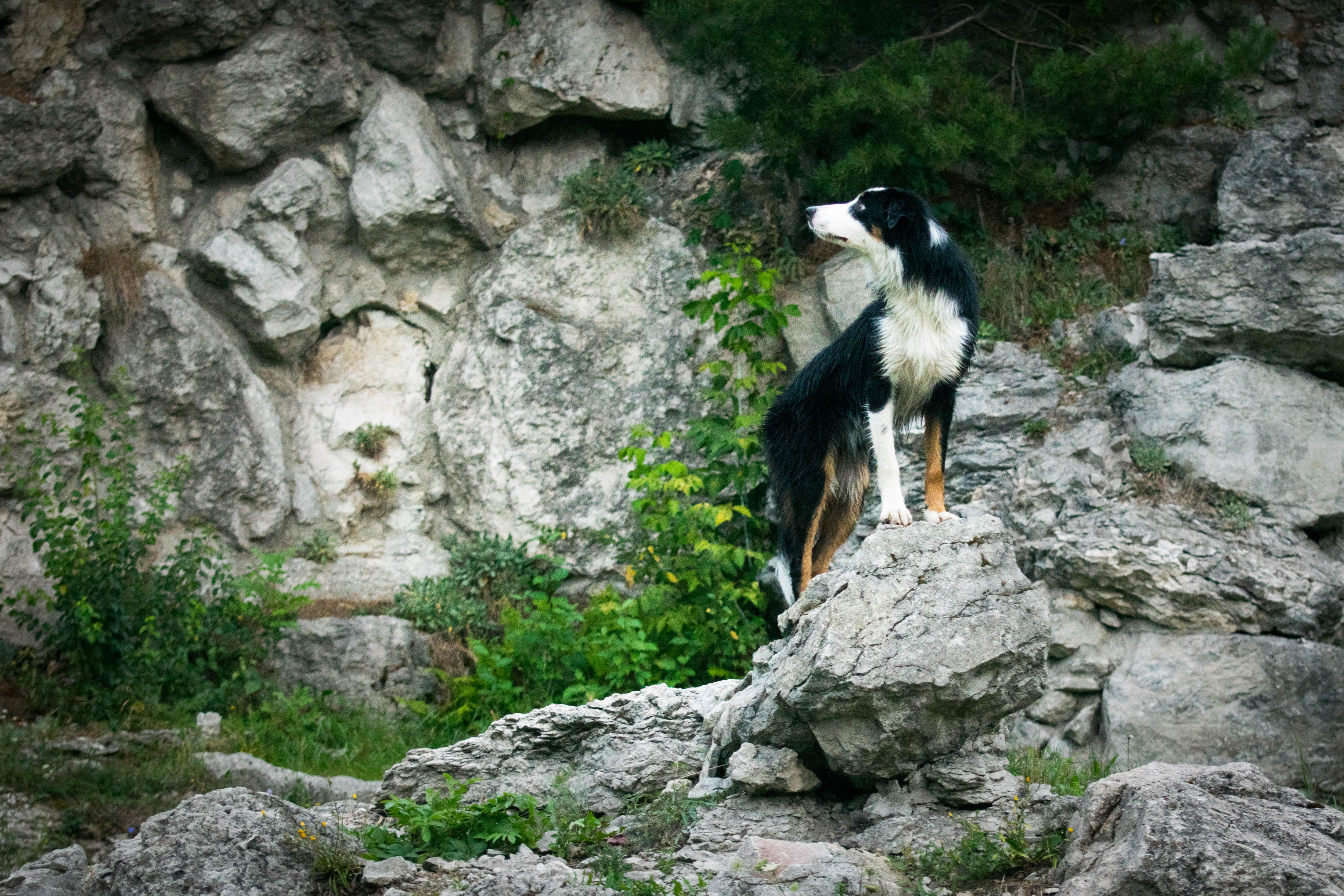
Border collie wśród skał

## Użytkowość
Pies pasterski, pomocnik w zaganianiu owiec. Wykazuje olbrzymią potrzebę i chęć do pracy oraz ciągłego ruchu. By zagonić rozproszone w górskim terenie owce, pies przebiega niejednokrotnie 65-80 km. Doskonale nadaje się do uprawiania wszystkich sportów kynologicznych, z wyjątkiem szkolenia w kierunku IPO (szkolenie na psa obrończego). Sprawdza się jako pies lawinowy w górach i jako pies tropiący. Z racji ogromnej chęci pracy z człowiekiem może być wykorzystywany przy wykrywaniu narkotyków oraz w służbach celnych. Nadaje się również do terapii chorych.
Podobnie jak przy budowie border collie, tak i przy użytkowości kształtują się różnice między psami z linii typowo wystawowych a tymi sportowymi/użytkowymi. Pierwszy typ zatraca powoli niespożyty temperament na rzecz spokojnego poddawania się zabiegom pielęgnacyjnym, drugi zaś utrzymuje pierwotne cechy – szybkość, bystrość, zwinność.

## Zdrowie i pielęgnacja
Pielęgnacja i utrzymanie tego psa nie są kłopotliwe. Konieczne jest  dostarczenie mu odpowiedniej dawki ruchu, a szczególnie zajęć umysłowych poprzez pracę z owcami czy sporty kynologiczne. Psy te są bardzo pojętne i szybko uczą się zarówno zachowań pożądanych, jak i niepożądanych, dlatego należy zadbać o ich odpowiednie szkolenie już od szczeniaka. Warto wybrać się do przedszkola dla szczeniąt, gdzie szczeniak nauczy się zachowania w grupie i zostanie socjalizowany pod okiem specjalisty od psich zachowań. Następnie można rozpocząć szkolenie agility czy frisbee, które zapewnią psu wysiłek psychiczny i fizyczny. Również nauka sztuczek zapewni wysiłek psychiczny i pomoże zbudować więź z psem.

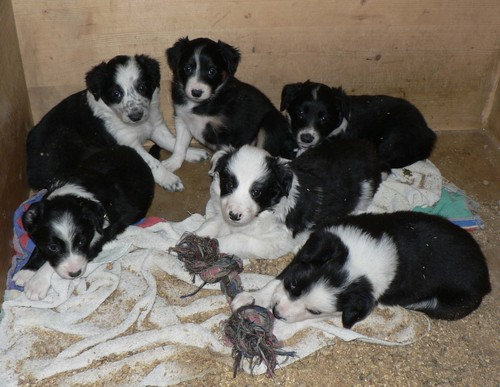
Border collie – szczenięta

U border collie mogą wystąpić choroby takie jak CEA, czyli anomalia oczu collie, CL, czyli Ceroidolipofuscynozy neuronalne, oraz TSN Trapped Neutrophil Syndrome – w profesjonalnych hodowlach przeprowadzane są badania genetyczne w kierunku tych chorób.
Może także wystąpić dysplazja stawów biodrowych oraz łokciowych– w tym celu hodowle wykonują zdjęcia RTG pod kątem tej choroby i rozmnażają tylko osobniki wolne od dysplazji, jednak nie daje to 100% pewności, że szczeniaki urodzą się zdrowe.
Choć border collie jest niezwykle sprawny i energiczny, jak każdy pies potrzebuje czasem odpoczynku. Przetrenowanie border collie może doprowadzić do zapaści powysiłkowej lub osteochondrozy (schorzenia stawów).
Na przestrzeni ostatnich lat dość istotnymi problemami w rasie stały się padaczka, border collie collapse ("bcc" – zapaść powysiłkowa) oraz ocd (osteochondroza). Są to przypadłości, których nie można wykryć przy pomocy badań genetycznych, a mechanizm ich dziedziczenia pozostaje nieznany. Można jedynie upewnić się, że linia hodowlana, z której pochodzi konkretny osobnik, jest od tych schorzeń wolna.
Psy tej rasy bardzo często posiadają mutację w genie MDR-1 powodującą nadwrażliwość na niektóre leki przeciwpasożytnicze takie jak iwermektyna. Podanie ich zwierzęciu z tą mutacją będzie powodowało ciężkie objawy neurotoksyczne takie jak brak koordynacji ruchowej, wymioty, śpiączka, a nawet śmierć.
Długość życia border collie wynosi przeciętnie 12 do 16 lat.